# 息県
息県（そく-けん）は中華人民共和国河南省信陽市に位置する県。

## 行政区画
- 街道:譙楼街道、竜湖街道、淮河街道
- 鎮:包信鎮、夏荘鎮、東岳鎮、項店鎮、小茴店鎮、曹黄林鎮
- 郷:孫廟郷、路口郷、彭店郷、楊店郷、張陶郷、白土店郷、崗李店郷、長陵郷、陳棚郷、臨河郷、関店郷、八里岔郷